# Ramal de Mina da Nogueirinha

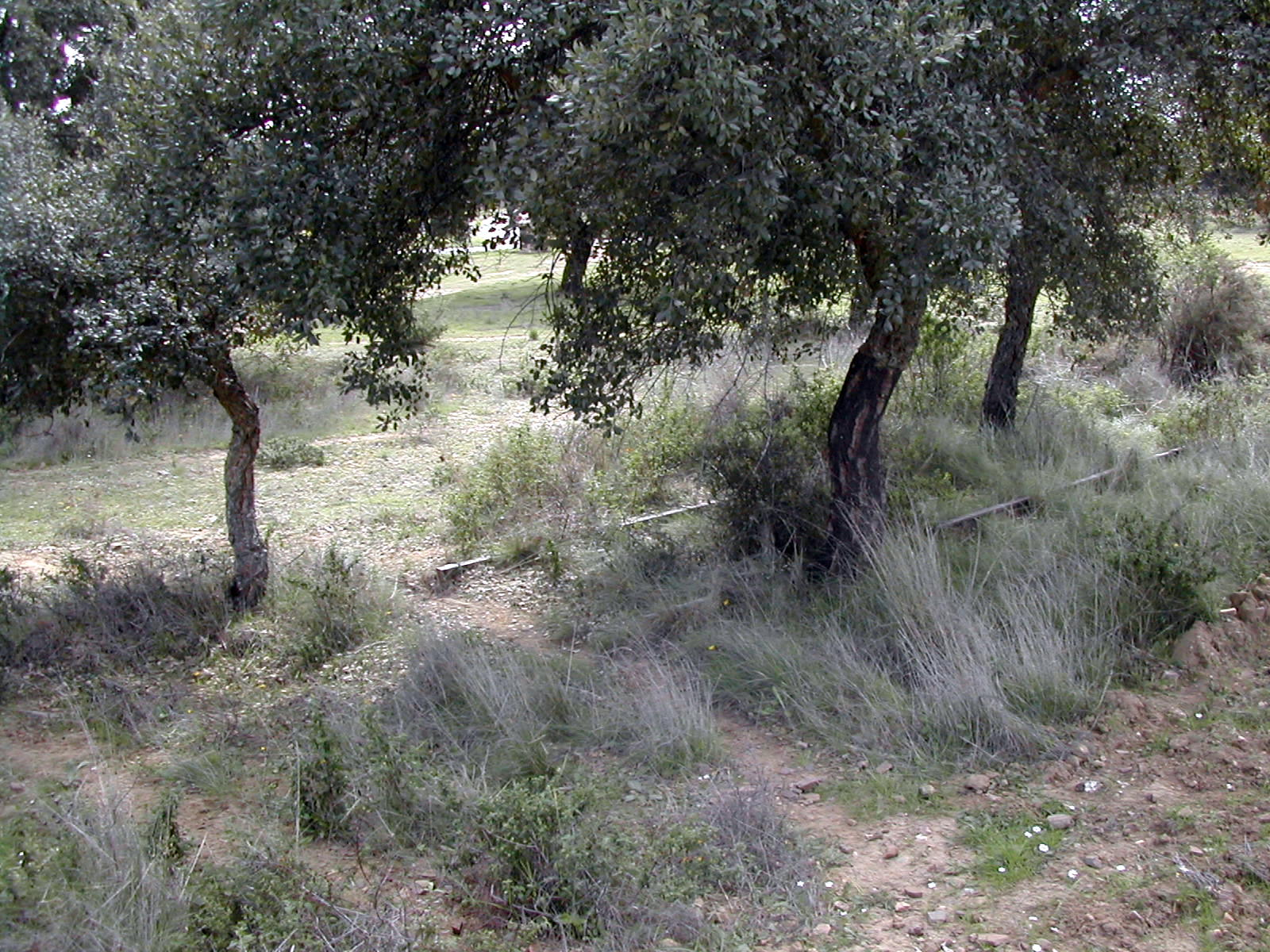
Restos de la vía todavía visibles (2009).

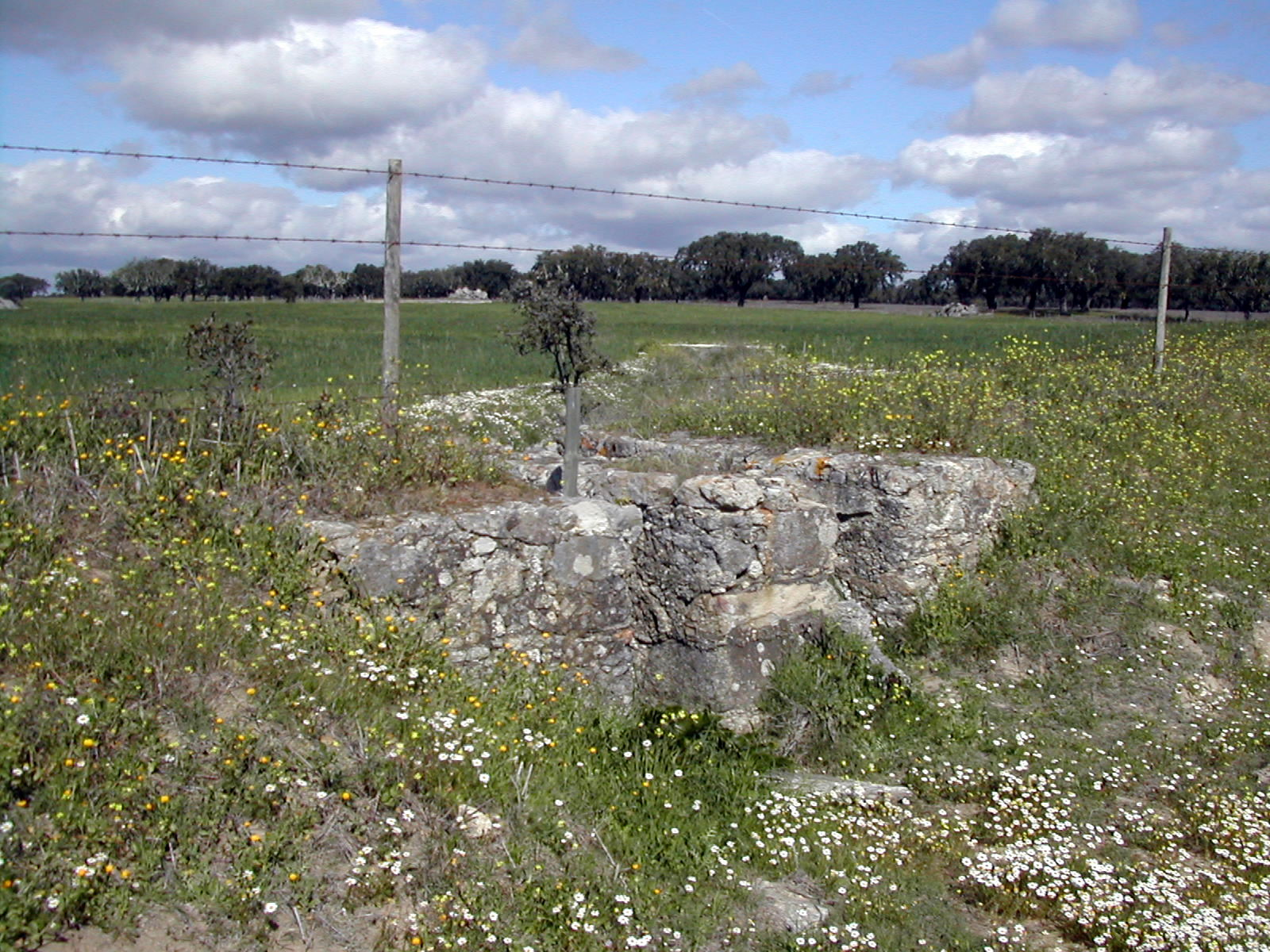
Puente del antiguo ramal ferroviario.

El Ramal de Mina da Nogueirinha era una línea de ancho ibérico, que unía Casa Branca (en la actual Línea de Alentejo) a la Mina da Nogueirinha, en una distancia total de 5,2 km. Las locomotoras utilizadas eran las de la red del Sur y Sudeste.
En el muelle terminal de la mina da Nogueirinha se realizaba el depósito y embarque del mineral de las concesiones vecinas. El mineral era transportado al muelle de Barreiro, desde donde era exportado en barco con destino a la industria siderúrgica de países como el Reino Unido o Estados Unidos.

## Historia
La Línea de Alentejo fue, desde el inicio de su instalación, un importante medio de transporte tanto de mineral de la Serra de Monfurado y de Santa Susana, así como más tarde, durante las grandes campañas del trigo, también lo fue para los cereales.
En 1867, era adjudicada la primera explotación de mineral – la mina da Serra dos Monges – en la Serra de Monfurado. Le siguieron las minas de Defesa, de Sala, y de Nogueirinha y Serrinha en 1873. En el mismo año eran adjudicadas también las minas de las herrerías (Herdade da Gamela), de Castelo y de Vale de Arca. Le siguieron en 1903, las de Carvalhal y Casas Novas, y en 1904 la última de las concesiones en la región, la mina de Serra dos Monges n.º 2.
Coexistieron dos tipos de trabajos en las minas de Monfurado: el desmonte mineral a cielo abierto formando cotas y el trabajo subterráneo a través de pozos y galerías con andamiaje. Extraído el mineral, era clasificado por hombres y mujeres a mano o con la ayuda de rejillas frente a los desmontes o ya en los lugares de embarque. El transporte era después realizado en vagones hasta el ramal de ferrocarril.
La Mina da Nogueirinha era servida por un ramal de vía ancha, que enlazaba en la línea de Alentejo en el km 91, Estación de Casa Branca. Al contrario de lo que ocurría en Mina dos Monges, eran las propias locomotoras del Sur y Sudeste las que remolcaban los vagones hasta la mina. Era en el muelle de la mina da Nogueirinha que convergían los transportes de todas ellas, siendo, también, el término del ramal de ferrocarril, sirviendo a este muelle también de los depósitos de mineral proveniente de otras concesiones. El mineral tenía como destino el muelle de Barreiro, donde embarcaba para salir del país.

## Actualidad
La línea fue levantada con el fin de la explotación de la mina. Actualmente apenas quedan unos pocos carriles en el tramo inicial y final, traviesas y antiguos pontones encubiertos por la densa vegetación. Son también visibles, junto a la mina, las ruinas de las edificaciones del muelle de embarque del mineral.